# Comté de Lancaster (Pennsylvanie)
Pour les articles homonymes, voir Lancaster et Comté de Lancaster.
Le comté de Lancaster (anglais : Lancaster County) est un comté situé dans l'État de Pennsylvanie aux États-Unis. Le siège du comté est la ville de Lancaster. Selon le recensement de 2020, sa population est de 552 984 habitants.

## Géographie
Le comté a une superficie de 2 548 km2, dont 2 458 km2 en surfaces terrestres.

## Démographie
| Groupe            | Comté de Lancaster | Pennsylvanie | États-Unis |
| ----------------- | ------------------ | ------------ | ---------- |
| Blancs            | 79,7               | 73,5         | 58         |
| Latino-Américains | 11,1               | 8,1          | 19         |
| Afro-Américains   | 3,53               | 10,5         | 12,1       |
| Asiatiques        | 2,5                | 3,4          | 6,2        |
| Métis             | 2,7                | 3,3          | 4,1        |
| Autres            | 0,3                | 0,4          | 0,5        |
| Total             | 100                | 100          | 100        |
|                   |                    |              |            |

Selon l’American Community Survey, pour la période 2011-2015, 84,21 % de la population âgée de plus de 5 ans déclare parler l’anglais à la maison, 6,59 % déclare parler l’espagnol, 4,94 % l'allemand de Pensylvanie, 1 % l'allemand, 0,5 % le vietnamien et 2,75 % une autre langue.

## Culture

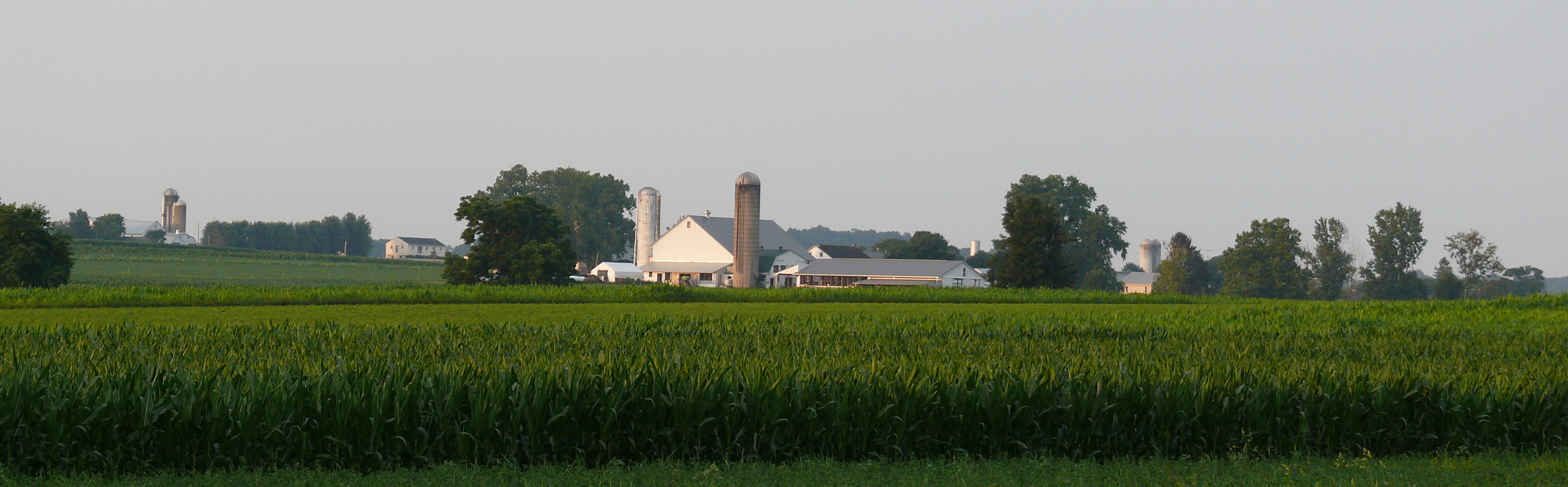
Des fermes amish, vue typique du comté de Lancaster.

Le comté est notable pour ses importantes communautés chrétiennes anabaptistes : les Amish et les Mennonites. Concernant la première, elle est la plus ancienne implantation d'Amish aux États-Unis et est centrée sur la bourgade d'Intercourse (près de 1 600 habitants) où fut tournée, en grande partie, le film Witness. De nombreux touristes transitent, en ce lieu, curieux de leur mode de vie.
La plupart des gens dans les deux communautés parlent l'allemand pennsylvanien à la maison. Le tourisme joue un rôle important dans l'économie du comté.